# Cù chinh
Chinh hay cù chinh, a da, ka chi (danh pháp: Antidesma phanrangense) là một loài thực vật có hoa trong họ Diệp hạ châu. Loài này được Gagnep. mô tả khoa học đầu tiên năm 1925.